# Ергеж-Ер
Ергеж-Ер (также встречаются варианты Круглое, Ергежъер, Егешьер, Эгешьер) — озеро в Марий Эл, Россия, расположенное на территории национального парка «Марий Чодра».

## География
Озеро расположено в юго-западной части Моркинского района Марий Эл, на севере национального парка «Марий Чодра», в долине реки Илеть, на высоте 108 м над уровнем моря, в 500 м на восток от села Керебеляк Звениговского района. В 1 км на юг от Ергеж-Ера находится озеро Кужъер.

## Геология и гидрология
Как и большинство озёр Марий Эл, Ергеж-Ер имеет карстовое (провальное) происхождение. Входит в группу из шести карстовых озёр, расположенных у подножия восточного и юго-восточного склонов Керебелякской возвышенности: Ергеж-Ер, Пушлегъер, Кужъер, Шутъер, Каракаер, Тот-Ер.
Наибольшая глубина озера — 13 м, средняя ширина — 150 м, длина — 350, площадь — 4,5 га.